# 泸州话
泸州话（四川话拼音：Lu2zou1hua4；本地发音：[lu21tsəu55xua13]），是指居住在中国四川省泸州市境内所使用的方言，以泸州市中心及周边为代表。泸州话属于西南官话西蜀片岷赤小片，保留入声，语速较快，属四川话入声独立区中入声读中平调、自成调一类。

## 历史
明清两代的泸州人口基本上是湖广迁蜀移民及其后裔，这些移民祖籍为河南，迁居湖北后移入四川，迁入泸州的移民以湖北麻城县孝感乡居多。也有少部分来自福建、广东、浙江、江苏、湖南，其中福建、广东的多是客家人。抗日战争时期，又有浙江一带的移民内迁。因此，今泸州人并非古蜀人的后裔。

## 概述
广义的泸州话是指泸州境内使用的四川话，包含了岷赤小片和江貢小片；狭义的则是以主城区及周边（江阳区、龙马潭区、泸县南部）为代表的岷赤小片四川话，纳溪区、合江县、古蔺县西部、叙永县等地也与主城区基本一致。特点是古入声自成调类且平翘不分，与宜宾话、乐山话比较接近，其中古蔺县城的方音存古蜀语特征更多。泸县北部的大田、 嘉明、 喻寺和古蔺县东部的太平、大村、 龙山、 观文、 石宝、 丹桂等乡镇的方音则属西蜀片江貢小片， 特点是古入声归入去声且平翘不混，其中古蔺与云南、贵州交界地区与云贵口音接近。

## 音韵
泸州话共有20个声母、37个韵母，分阴平、阳平、上、去、入五个声调，其中入声自成调（入声调）。

### 声母
20个声母包括：
- 辅音:

| ↓发音方法 →发音部位 | ↓发音方法 →发音部位 | 双唇音   | 唇齿音  | 舌尖中音 | 舌尖前音  | 舌面音    | 舌根音   |
| 塞音、清音          | 不送气              | P 布 别  |         | t 到 多  |           |           | K 鼓 贵  |
| 塞音、清音          | 送气                | Pˈ 爬 拍 |         | tˈ 它 脱 |           |           | Kˈ 凯 可 |
| 塞擦音、清音        | 不送气              |          |         |          | ts 争 张  | tɕ 久 九  |          |
| 塞擦音、清音        | 送气                |          |         |          | tsˈ 争 张 | tɕˈ 久 九 |          |
| 鼻音                | 浊音                | m 门 抹  |         | n 怒 路  |           | ȵ 年 严   | ŋ 澳 我  |
| 擦音                | 浊音                |          |         |          | z 日 绒   |           |          |
| 擦音                | 清音                |          | f 胡 扶 |          | S 素 树   | ɕ 新 休   | x 河 好  |

- 零声母：

∅贰 衣

### 韵母
37个韵母包括：
| ↓韵尾 →韵头 | 开口     | 齐齿      | 合口      | 撮口      |
| 开尾        | l 思 尺  | i 姐 笔   | U 朱 熟   | y 叙 玉   |
| 开尾        | a 他 搭  | ia 家 夹  | ua 瓜 刷  |           |
| 开尾        | o 歌锅   |           |           |           |
| 开尾        | e 得 色  | ie 别 叶  | ue 国 扩  | ye 月 雪  |
| 开尾        | ɚ 儿 二  |           |           |           |
| -i -u尾     |          |           | uə 恶 说  | yə 药 欲  |
| -i -u尾     | ai 该 海 | iai 阶 孩 | uai 乖 快 |           |
| -i -u尾     | ei 倍 蛇 |           | uei 亏 会 |           |
| -i -u尾     | au 宝 泡 | iau 巧 小 |           |           |
| -i -u尾     | əu 兜 口 | iəu 流 友 |           |           |
| 鼻尾        | an 干 看 | ian 迁 边 | uan 端 断 | yan 冤 捐 |
| 鼻尾        | ən 陈 成 | in 今 精  | uen 蠢昏  | yn 均 永  |
| 鼻尾        | aŋ 商窗  | iaŋ 阳江  | uaŋ 光汪  |           |
| 鼻尾        | oŋ 通 谋 |           | yoŋ 兄 用 |           |

### 声调
5个调类包括：
| 调类 | 阴平  | 阳平  | 上声  | 去声  | 入声  |
| ---- | ----- | ----- | ----- | ----- | ----- |
| 调值 | 144   | 21    | 42    | 13    | 33    |
| 例字 | 衣 期 | 移 棋 | 已 启 | 易 器 | 一 漆 |

## 外部文献
- 《四川泸州方言名词后缀深度研究》.陈千百
- 《泸州话名词的特殊词缀》.李国正
- 《泸州等八市县方言音系调查研究》.马菊